# 洪言翔
洪言翔（3月2日—）台灣演員及歌手。畢業于華岡藝校演藝科。2015年在《料理高校生》中飾演馬崇勝（阿勝）一角，因而走紅，大受關注。2015年加入南拳媽媽，成為第四代成員。2024年底退出南拳媽媽，現今以個人身份繼續演藝活動。

## 電視劇
| 年份   | 電視台                | 劇名             | 角色   | 備註 |
| 2013年 | 大愛電視台            | 阿清的人生三部曲 | 崇良   |      |
| 2014年 | 大愛電視台            | 超級台傭         | 蘇炳吉 |      |
| 2015年 | 大愛電視台            | 愛·逆轉          | 江享俞 |      |
| 2015年 | 三立都會台 東森綜合台 | 料理高校生       | 馬崇勝 | 主演 |
| 2015年 | 三立台灣台            | 甘味人生         | 馬崇勝 | 客串 |
| 2019年 | Netflix               | 極道千金         | 丁漢倫 |      |
| 2020年 | 華視 公視台語台       | 若是一個人       | 小吳   | 客串 |
| 2020年 | 三立都會台            | 天巡者           | 魏雲漢 |      |
| 2024年 | 三立都會台            | 全面管控         | 周禎群 | 主演 |

## 電影
| 年份          | 劇名           | 飾演          |
| 2014年1月30日 | 大稻埕         | 洪謙          |
| 2014年8月15日 | 等一個人咖啡   | 年輕楊澤      |
| 2018年2月16日 | 切小金家的旅館 | 徐立漢/小公主 |

### 短片（微電影）
| 首映日期      | 戲劇名稱                    | 飾演角色 | 導演   | 製作人 | 備註                     |
| 2015年3月31日 | Running Hunter 奔跑吧! 獵人 | 正凡     | 廖堃言 | 葉天倫 | 董氏基金會憂鬱症防治短片 |

### 綜藝
| 年度         | 節目         | 備註 |
| 2015年6月3日 | 沙發客玩世界 |      |

## 音樂作品

### 專輯
| 年度         | 專輯名稱 | 備註     |
| 2016年5月9日 | 拳新出擊 | 種子音樂 |

### 單曲
| 年度           | 專輯名稱 | 演唱者                 | 備註                       |
| 2017年12月18日 | 奇蹟     | 洪言翔                 |                            |
| 2019年         | 膽小的我 | 張庭瑚、洪言翔、林鶴軒 | 電影《切小金家的旅館》插曲 |
| 2024年12月20日 | 若即若離 | 洪言翔                 | 電視劇《全面管控》插曲     |

## 獎項
| 年份 | 獎項                                                          |
| ---- | ------------------------------------------------------------- |
| 2015 | - 2015年第4屆华剧大赏 - 最佳潛力新星獎 (與吳思賢和蘇小軒共得) |